# Stanisław Grzymułtowski
Stanisław Grzymułtowski herbu Nieczuja – dworzanin królewski w 1611 roku, starosta średzki.
Był katolikiem, w 1601 roku przyjęty do gimnazjum jezuitów w Braniewie, studiował w Ingolsztadt.
Poseł na sejm 1611 roku z województwa kaliskiego i poznańskiego.